# Ruta Provincial 26 (Catamarca)
La Ruta Provincial 26 es una ruta no pavimentada, ubicada en el sudeste de la Provincia de Catamarca, Argentina.
La ruta comienza en la ciudad de Recreo en su intersección con la ruta nacional 157. Desde ahí se dirige al noroeste, uniéndose finalmente con la RP 7. 
En su recorrido conecta las localidades de  Recreo y La Quinta, en la entrada del Dique de Motegasta.
Atraviesa en sentido este-oeste los parajes de La Perforadora, La Brea, Santo Domingo, Santa Lucía y Las Tejas.
- Datos: Q125808037